# Алма (кратер)
Вижте пояснителната страница за други значения на Алма.
Алма (на английски: Alma) е ударен кратер разположен на планетата Венера. Той е с диаметър 16,8 km, и е кръстен на Алма – казахското име.